# 乌尔姆大教堂
乌尔姆大教堂是坐落在德国乌尔姆的一座哥特式教堂，属基督新教路德宗。乌尔姆大教堂的塔顶高161.53米，共有768级台阶，是世界上最高的教堂。儘管该教堂在历史上从未成为主教座堂，但因其宏伟的哥特式教堂建筑结构而闻名于世。乌尔姆大教堂最多可以容纳3万人，是仅次于科隆主教座堂（Kölner Dom）的德国第二大哥特式教堂。
乌尔姆大教堂始建于1377年，在1545年暂停修建，1844年起继续修建，最终完工于1890年。它原本是天主教教堂，但于1529年在马丁·路德倡导的宗教改革中被改为新教教堂。

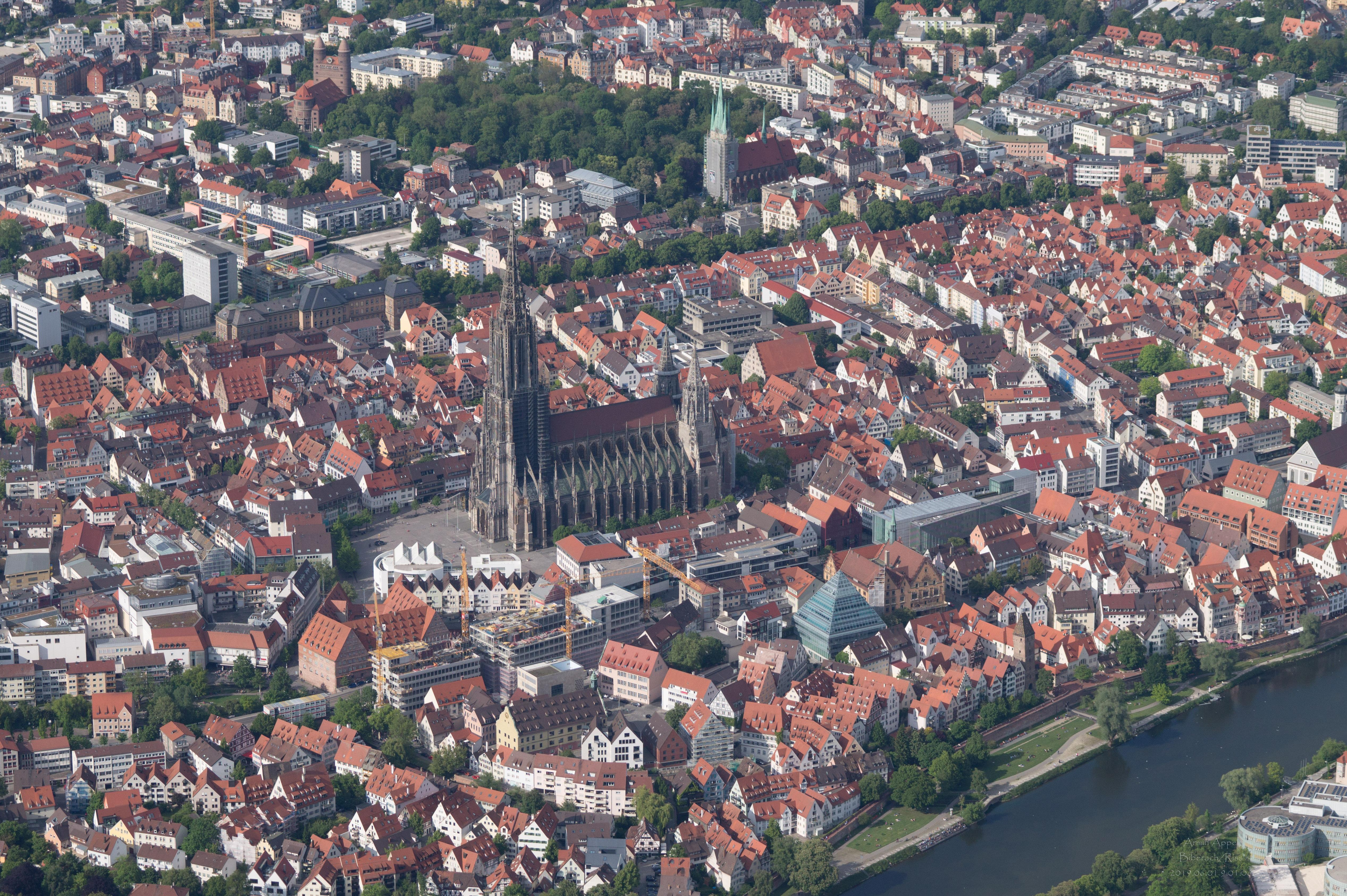
乌尔姆大教堂與周圍市區

## 建筑

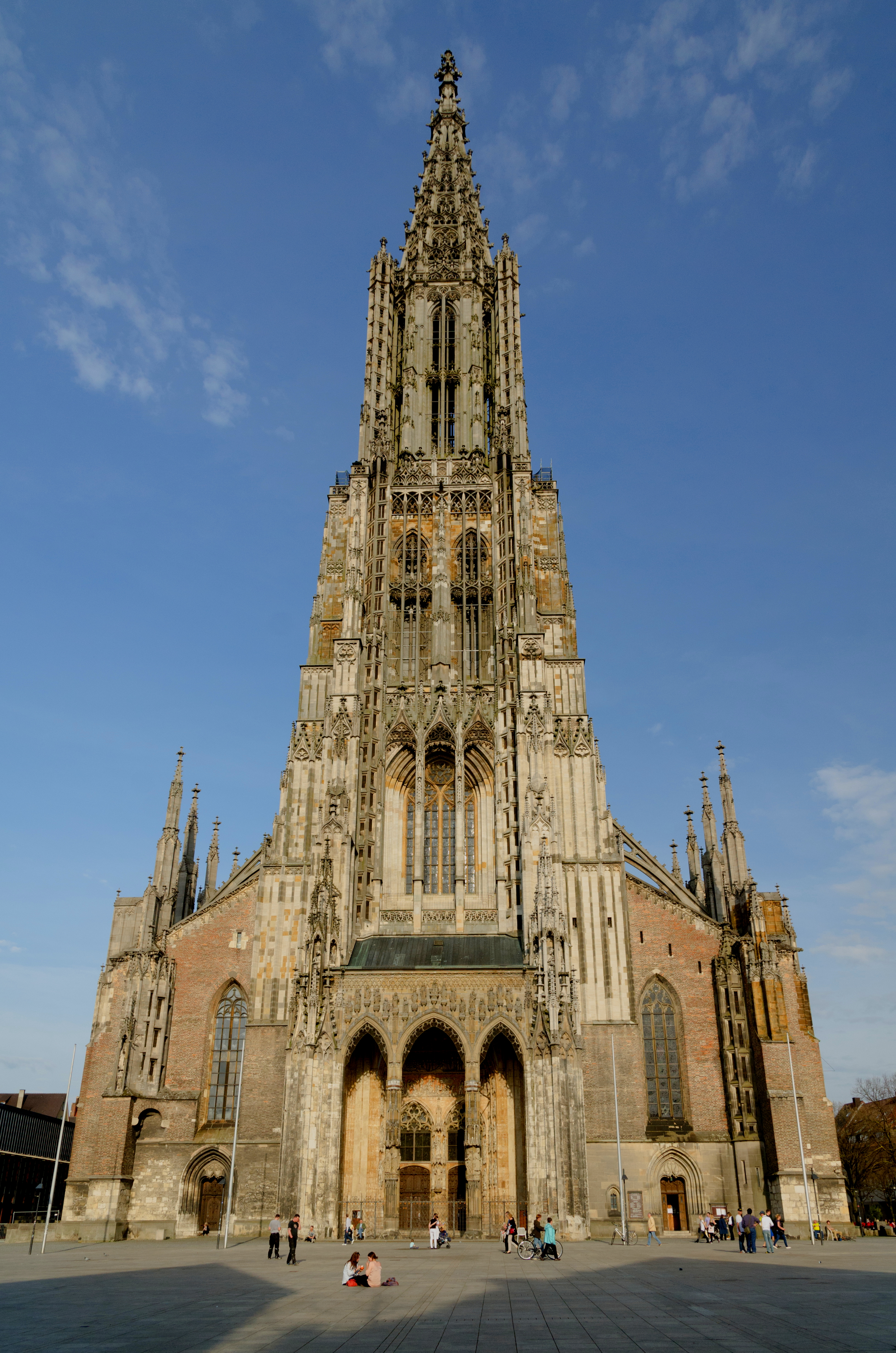
乌尔姆大教堂西側面

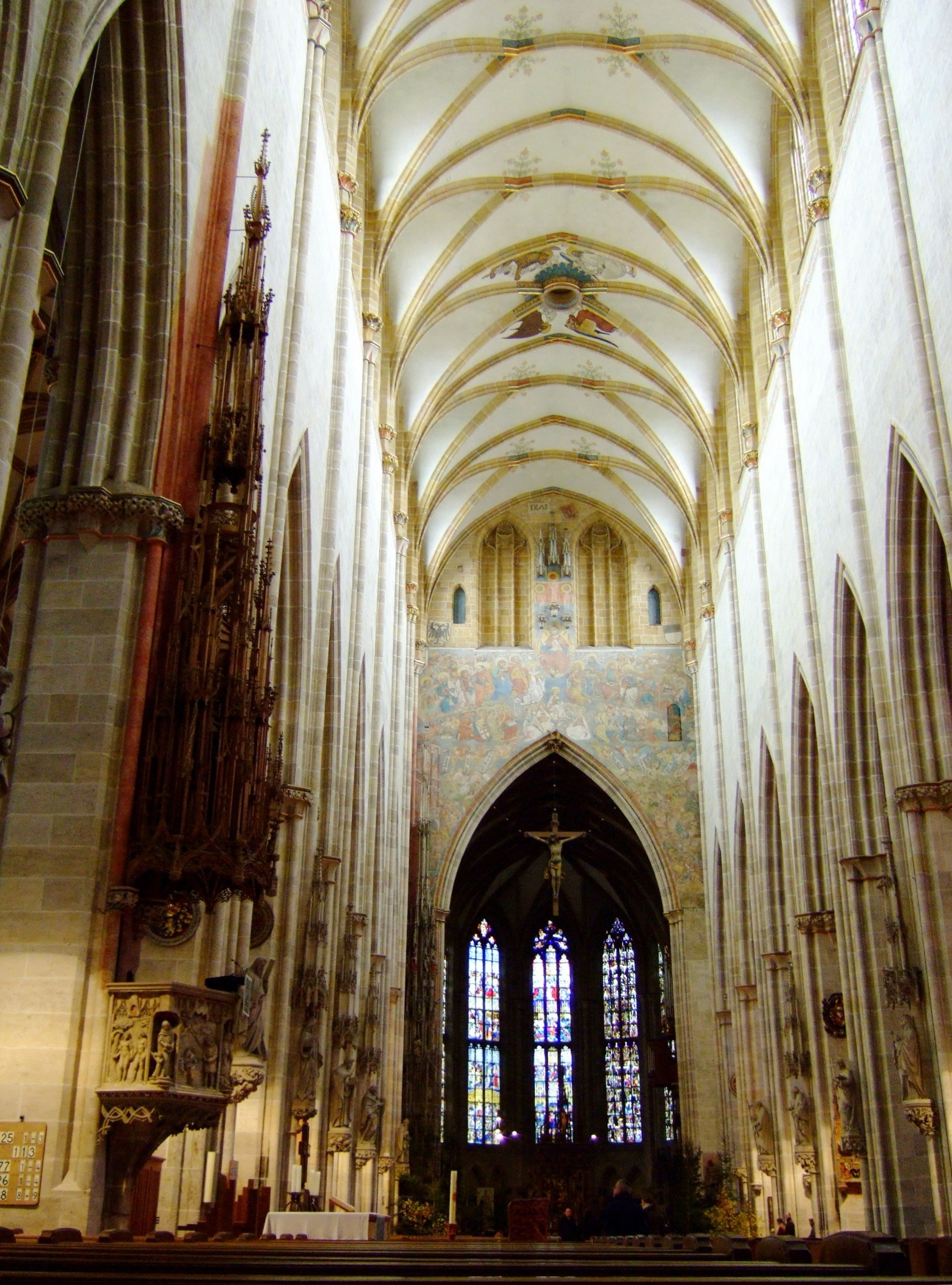
乌尔姆大教堂内景

乌尔姆大教堂共有三座塔楼，西侧的主塔楼高161.53米，超过科特迪瓦的亚穆苏克罗和平之后圣殿（158米）和德国的科隆主教座堂（157.4米），是当今世界上最高的教堂塔楼，东侧的双塔楼则高86米。教堂建筑长123.56米，宽48.8米，面积约8260平方米，是德国的第二大哥特式教堂。
登上主塔楼的768级台阶可以到达143米高的平台，俯瞰乌尔姆城和周边，天气状况良好时远眺甚至可以看见阿尔卑斯山。

## 建造历史

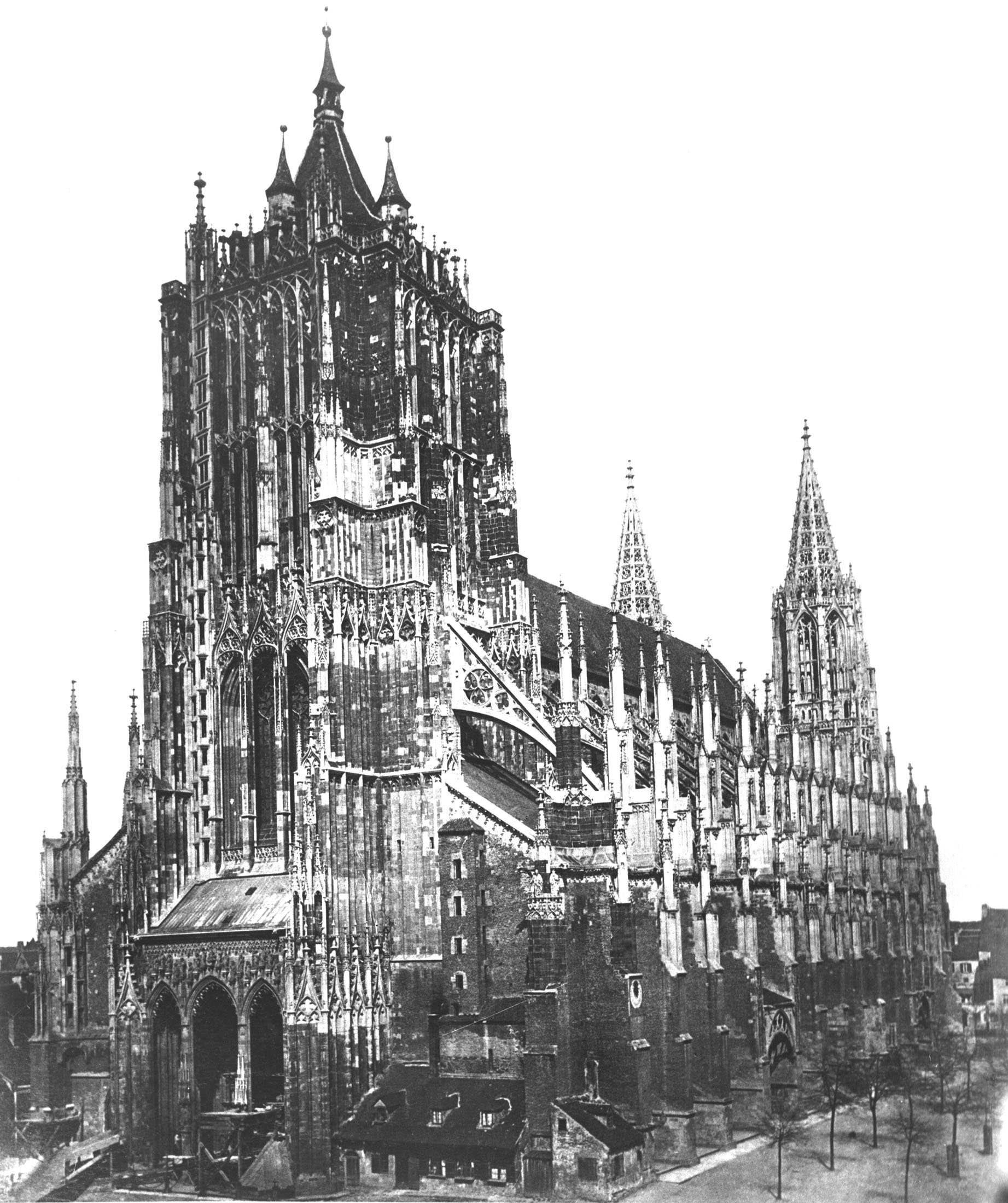
1887年的乌尔姆大教堂

14世纪，乌尔姆处于战乱之下，政局不稳，但乌尔姆的教堂却远在城门外一公里，市民们决定自己筹资在城墙内建造一个新的教堂，此时的乌尔姆人口不超过1万人。
1377年6月30日，乌尔姆市长路德维希·克拉福特（Ludwig Krafft）和建筑师海因里希二世·帕尔勒（Heinrich II. Parler）一同为主教座堂埋下第一块基石。帕尔勒家族是建筑世家，他们给14世纪的欧洲留下了很多重要的哥特式艺术和建筑。海因里希二世·帕尔勒为乌尔姆大教堂建造了唱诗台和侧面塔楼的下半部分，他先前在施瓦本格敏德的城市建设中积累了丰富的经验。1381年，米歇尔·帕尔勒（Michael Parler）接替海因里希二世·帕尔勒，他曾参与过布拉格主教座堂的建造。1387年至1391年，由海因里希三世·帕尔勒（Meister Heinrich III. Parler）接管。但是经过他们祖孙三代的接力努力仍未能实现设计者起初对156米高的愿望。
1392年起，乌尔姆大教堂的建设任务转移到同是哥特式建筑世家的恩辛格家族手上。先是建造过布拉格主教座堂和斯特拉斯堡主教座堂的乌尔里希·恩辛格（Ulrich Ensinger），他梦想修建一个超过150米的主塔楼。此后他的儿子马特豪斯·恩辛格（Matthäus Ensinger）在1446年接替他继续建造。
1543年，出于政治压力、宗教改革和资金缺乏等原因，乌尔姆大教堂停止修建，当时的教堂主塔楼高约100米。
1844年时局稳定下来的乌尔姆继续修建主教座堂，1885年主塔楼和西塔楼分别完工。1890年5月31日，塔楼十字架安放完毕，标志着经历5百多年建设的乌尔姆大教堂正式完工，当时的建筑师是奥古斯特·冯·拜尔（August von Beyer）。
第二次世界大战期间，1944年12月17日对乌尔姆的空袭中，教堂广场上几乎所有其他的建筑被严重损坏，而乌尔姆大教堂却幸免遇难，并且毫发未伤。反倒是因为担心受损而被及时转移出教堂的中世纪窗画被炸毁了。
现在，乌尔姆大教堂每年需要花费约数十万欧元进行维护。

## 艺术作品

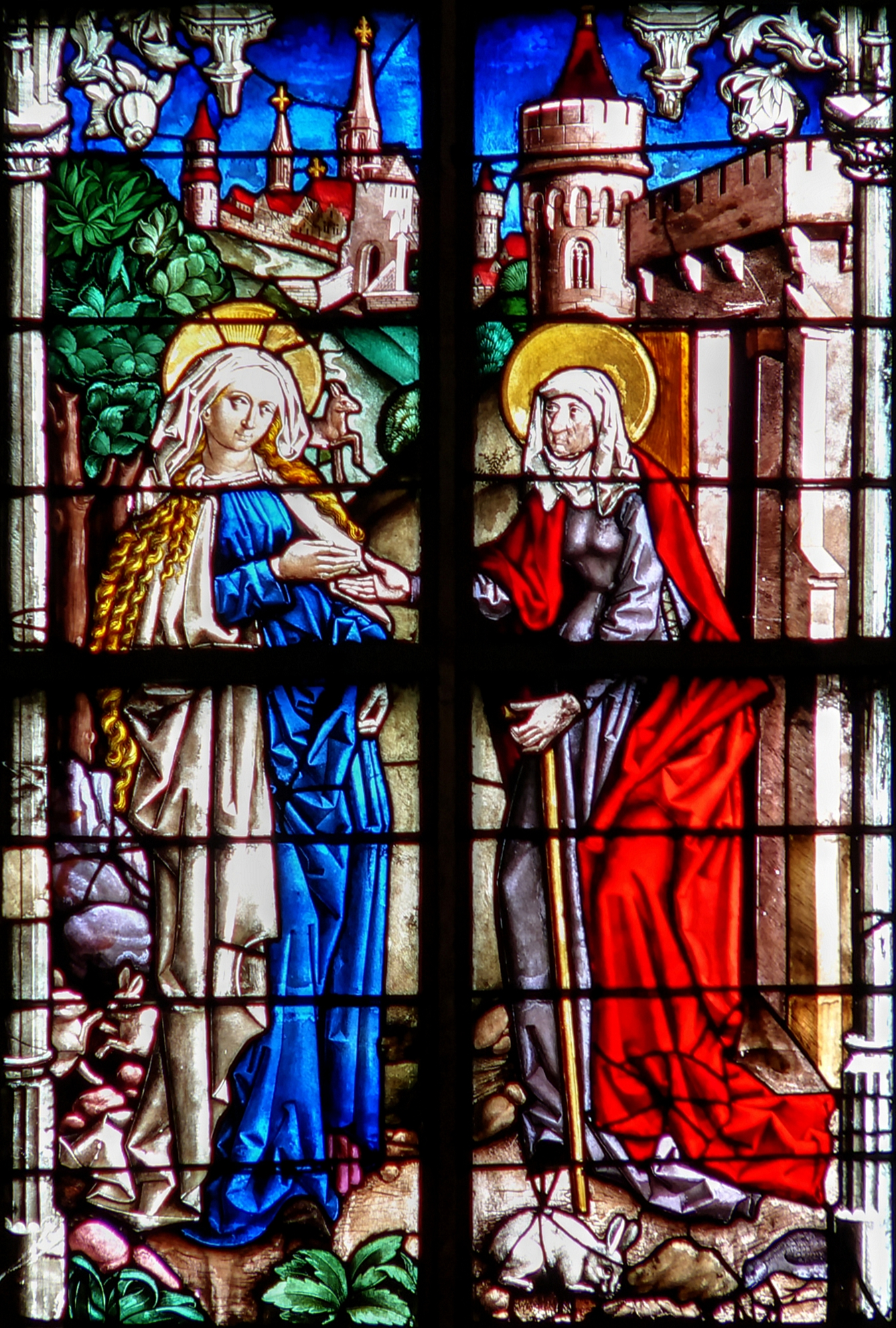
乌尔姆大教堂窗画，Peter Hemmel von Andlau: "Die Heimsuchung"，作于1480年

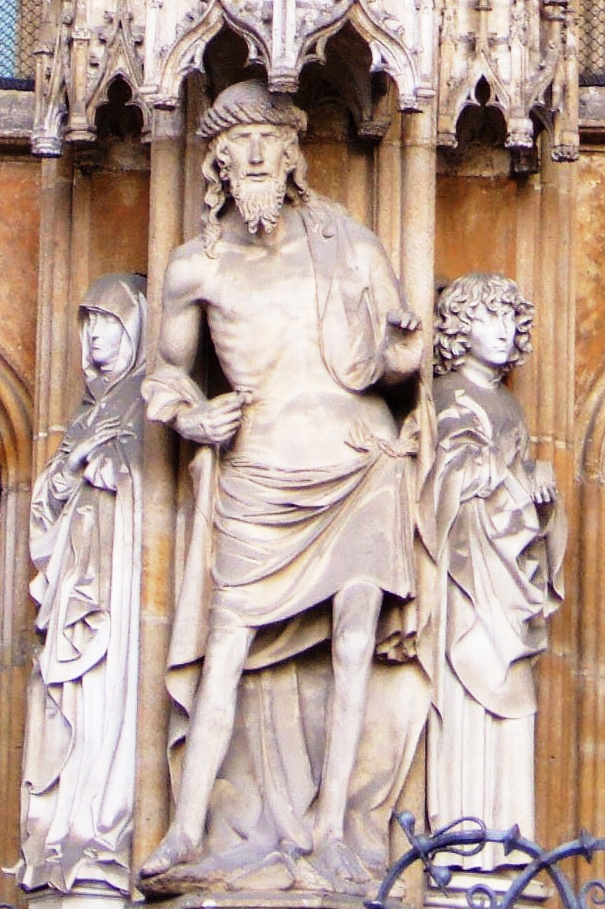
乌尔姆大教堂西大门中柱，Hans Multscher: "Schmerzensmann"，作于1429年

## 资料来源
1. ↑   [Welcome to the Münster community of Ulm].   [27 September 2018]. （原始内容存档于2022-04-19） （德语）.
2. ↑  乌尔姆大教堂在Emporis地產資料庫
3. ↑  Baumann, Martin (ed); Melton, J. Gordon (ed). . ABC-CLIO, LLC: p307. 2010  [2015-02-11]. （原始内容存档于2016-05-30） （英语）.
4. ↑  .   [2007-03-16]. （原始内容存档于2020-10-20）.
5. 1 2  .   [2007-03-16]. （原始内容存档于2007-09-27）.
6. 1 2  .   [2007-03-16]. （原始内容存档于2007-09-21）.